# Клелия
Клелия (лат. Cloelia) — легендарная римская девушка из рода Клелиев, которая была отдана в заложники этрусскому царю Ларсу Порсене, но ночью обманула стражу и переплыла Тибр с другими римскими девушками, вернувшись в родной город.

## Легенда
Историю Клелии излагают многие античные авторы: Вергилий в «Энеиде» (8, 651), Ювенал в «Сатирах» (8, 265), Флор (I, 10,7). В «Истории от основания города» Тита Ливия написано следующее: в знак добрых намерений при заключении перемирия между римлянами и этрусками Клелию и еще «девять дочерей» оставили заложницами в лагере Порсены на Яникульском холме. Но Клелия,  
«воспользовавшись тем, что лагерь этрусков был расположен невдалеке от Тибра, обманула стражу и, возглавив отряд девушек, переплыла с ними реку под стрелами неприятеля, всех вернув невредимыми к близким в Рим. Когда о том донесли царю, он, поначалу, разгневанный, послал вестников в Рим вытребовать заложницу Клелию — остальные-де мало его заботят; а затем, сменив гнев на изумление, стал говорить, что этим подвигом превзошла она Коклесов и Муциев… Римляне в соответствии с договором вернули залог мира, и у этрусского царя доблесть девушки не только осталась безнаказанной, но и была вознаграждена; царь, похвалив её, объявил, что дарит ей часть заложников и пусть выберет кого хочет… Она, как рассказывают, выбрала несовершеннолетних; это делало честь её целомудрию… А по восстановлении мира небывалая женская отвага прославлена была небывалой почестью — конной статуей: в конце Священной улицы воздвигли изображение девы, восседающей на коне». 
Историки подчёркивают, что конные статуи римляне заимствовали у греков не ранее IV в. до н. э. Поэтому всадница вряд ли изображала Клелию, скорее, это было вотивное изображение божества, возможно, Венеры-всадницы. Известно также, что в конце Священной дороги на Римском форуме действительно находилась скульптура конной амазонки.
Плутарх в «Сравнительных жизнеописаниях» добавляет, что Порсена в награду дал Клелии «коня в богатом уборе», поскольку Клелия якобы переправлялась через Тибр верхом.
В честь Клелии назван астероид (661) Клелия, открытый в 1908 году.

## В искусстве

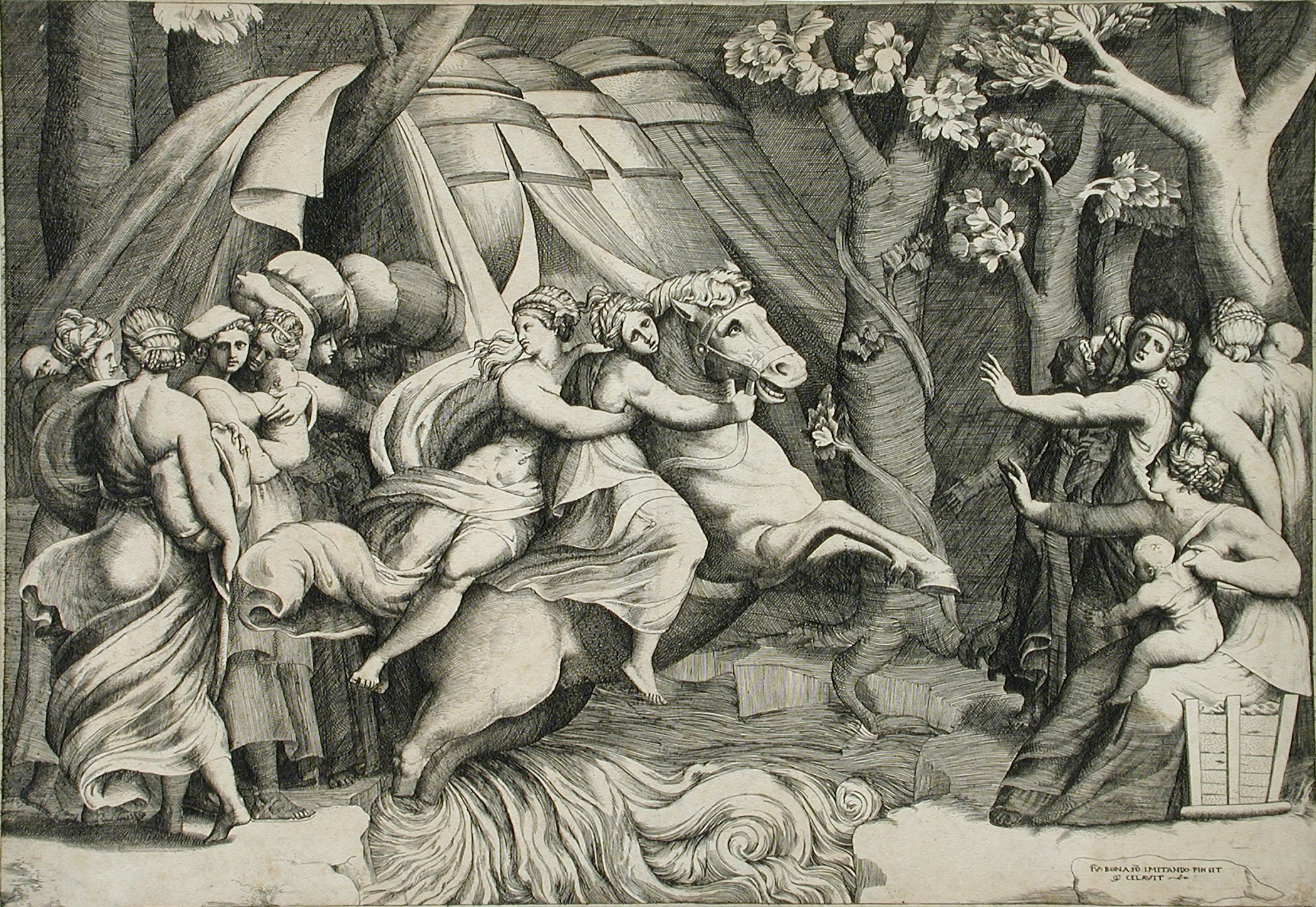
Дж. А. Бонасоне. Клелия переправляется через Тибр. 1546. Офорт
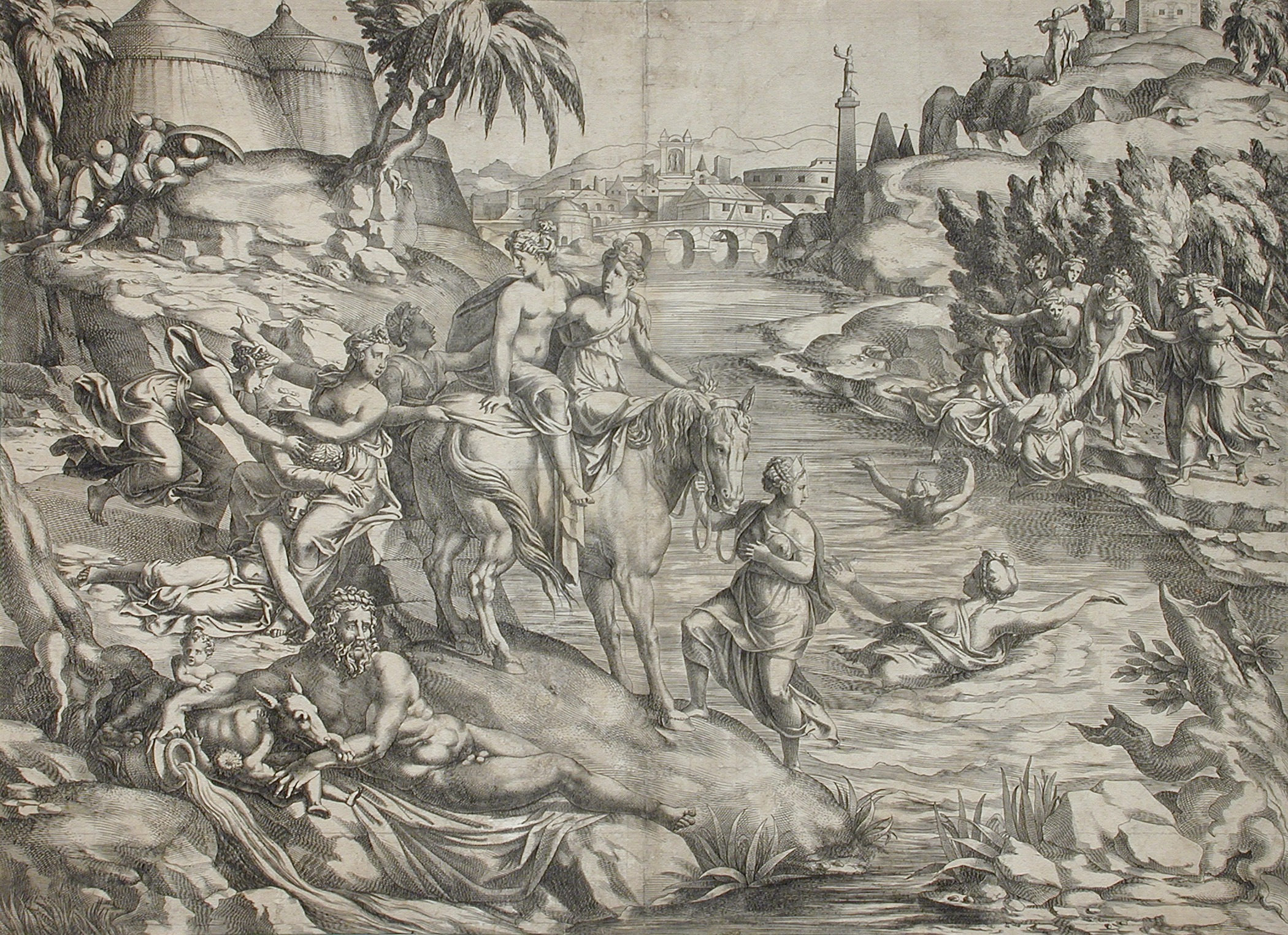
П. Милан, Р. Буавен. Клелия покидает лагерь Порсены. Ок. 1545. Офорт
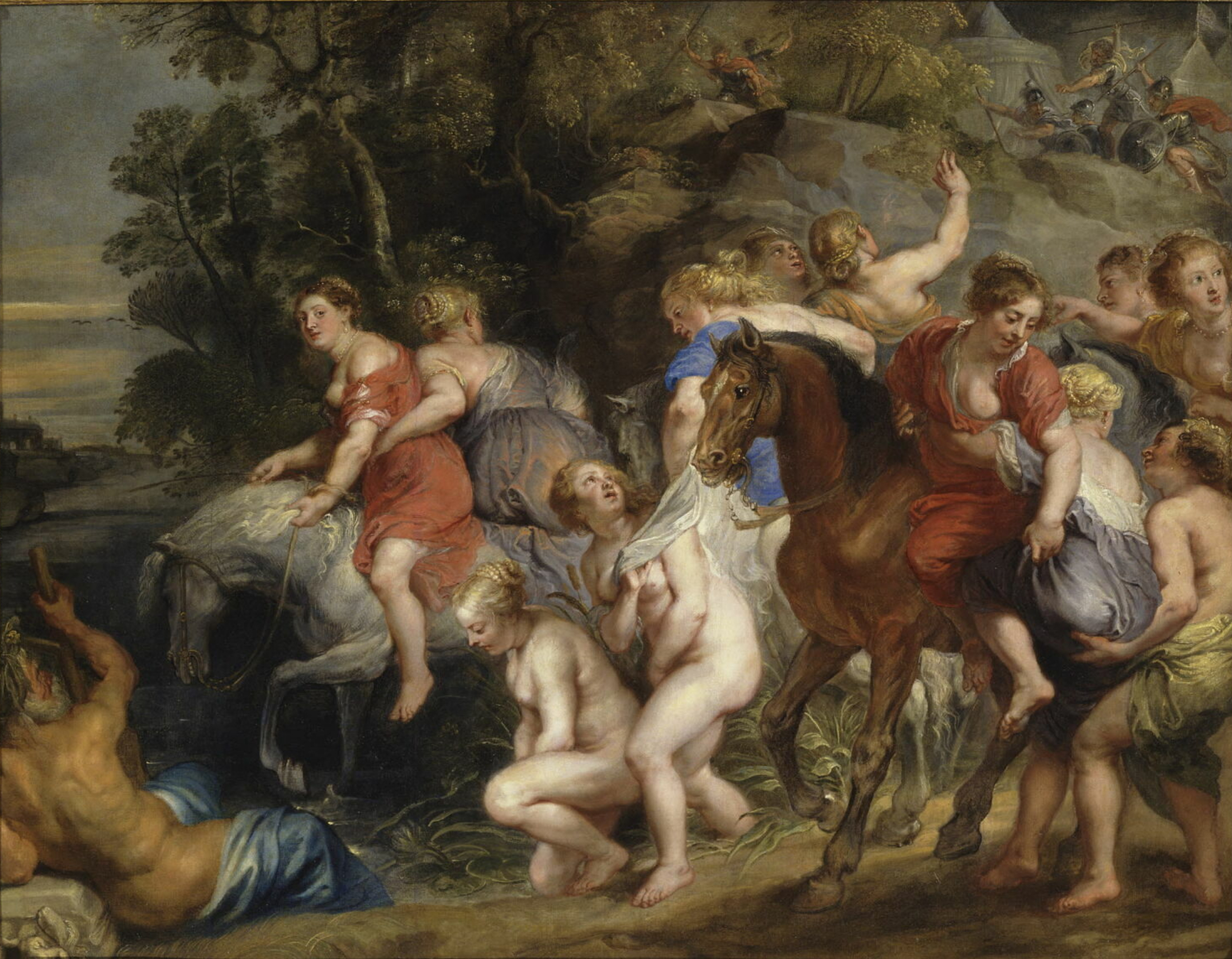
П. П. Рубенс (мастерская). Клелия переправляется через Тибр. Ок. 1640. Лувр, Париж
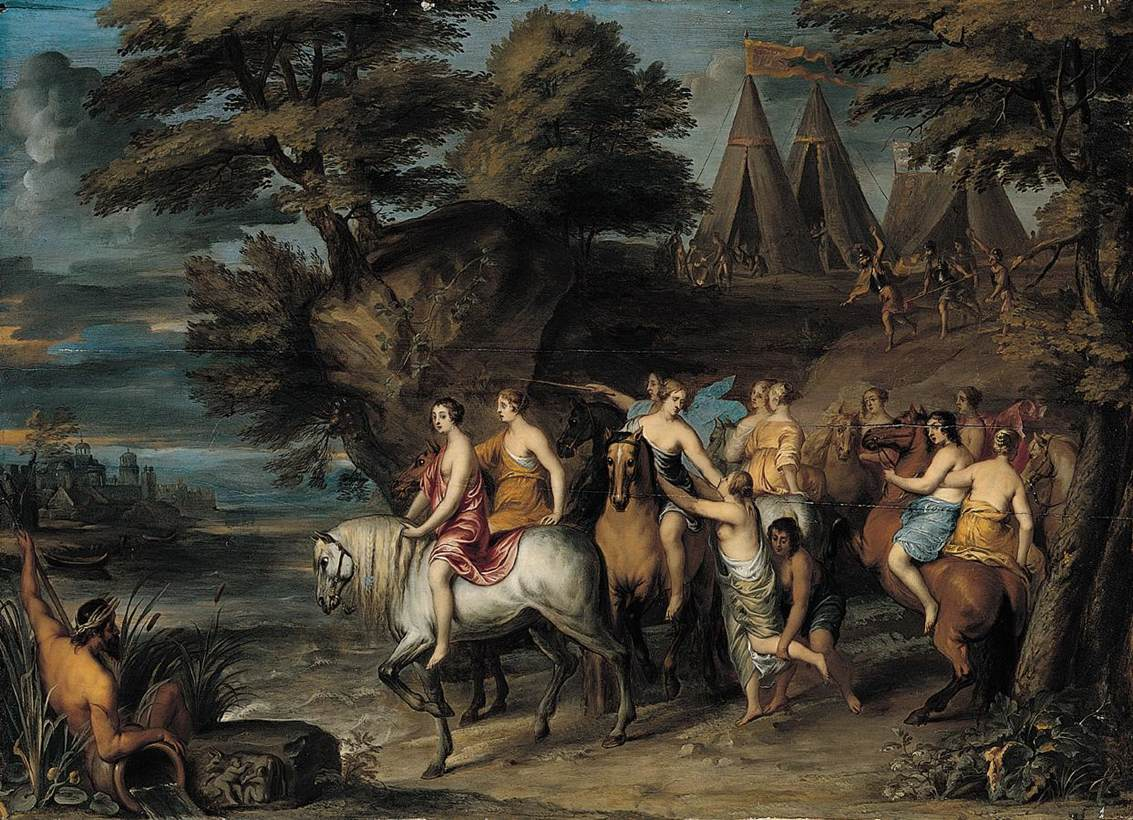
Ф. Ваутерс. Клелия и её соратницы спасаются от этрусков. 1640-е гг. Частное собрание

### В кино
- «Амазонки Рима» (Le vergini di Roma) — режиссеры Карло Людовико Брагалья, Витторио Коттафави (Италия, Франция, 1962); в роли Клелии — Сильвия Симс.